# Klub poslanců sociálně demokratické orientace
Klub poslanců sociálně demokratické orientace byla československá a česká parlamentní formace, vzniklá po rozpadu Občanského fóra roku 1991, která sdružovala některé poslance Federálního shromáždění a České národní rady, původně zvolené převážně za Občanské fórum. Do roku 1992 se většina jejích členů přiklonila k Československé sociální demokracii.

## Dějiny a ideologie
Na jaře 1991 se rozpadlo Občanské fórum. Dvěma hlavnímí nástupnickými subjekty se stala pravicová Občanská demokratická strana a středové liberální Občanské hnutí. Do Občanského hnutí přešli i někteří politici, jejichž politické názory byly levicovější, bližší sociální demokracii. Postupně se ale od Občanského hnutí odkláněli a v parlamentu proto v následujících měsících vznikl v květnu 1991 samostatný Klub poslanců sociálně demokratické orientace, mezi jehož členy byli například Miloš Zeman, Jan Kavan, Valtr Komárek nebo Věněk Šilhán a Jozef Wagner. Předsedou klubu, který měl 13 členů, byl Ivan Fišera. Kromě toho působila v parlamentu i frakce nazvaná Asociace sociálních demokratů, kterou vedl Rudolf Battěk a která měla ambici stát se zárodečnou sociálně demokratickou stranou. Nezískala nicméně výraznější vliv. Do roku 1992 se většina členů Klubu poslanců sociálně demokratické orientace stala členy Československé sociální demokracie, která ve volebním období 1990–1992 neměla parlamentní zastoupení, a za kterou kandidovali ve volbách v roce 1992.
Klub poslanců sociálně demokratické orientace vznikl v březnu 1992 i v České národní radě, kde se jeho členy stali Heřman Chromý, Vojtěch Dohnal, Vladimír Kolmistr, Gerta Mazalová a Václav Moskal.